# Miguel Segura (futbolista costarricense)
Miguel Antonio de Jesús Segura Vargas (San José, Costa Rica, 15 de febrero de 1963) es un exfutbolista costarricense que jugó como portero. Actualmente posee el récord como el guardameta con mayor imbatibilidad en la Primera División de Costa Rica con 855 minutos disputados.
Ha sido entrenador de porteros del C. S. Herediano con mayor tiempo en su función, además ha sido entrenador de porteros del C. S. Cartaginés, C. S. Uruguay de Coronado y Belén F. C..

## Selección nacional
Fue convocado por el técnico serbio Bora Milutinović para participar en la cita mundialista de la Copa Mundial 1990 como el tercer portero, Segura no tuvo minutos en la cita mundialista, la selección nacional finalizó su competición en octavos de final.

## Clubes
| Club                     | País        | Año       |
| ------------------------ | ----------- | --------- |
| A. D. Sagrada Familia    | Costa Rica  | 1983-1986 |
| A. D. Ramonense          | Costa Rica  | 1986      |
| Deportivo Saprissa       | Costa Rica  | 1987-1991 |
| A. D. Municipal Palmares | Costa Rica  | 1991      |
| Municipal Turrialba      | Costa Rica  | 1992-1993 |
| A. D. Limonense          | Costa Rica  | 1993-1994 |
| C. D. Municipal Limeño   | El Salvador | 1994-1997 |
| C. D. Dragón             | El Salvador | 1997      |
| Municipal Turrialba      | Costa Rica  | 1998      |
| C. S. D. Carchá          | Guatemala   | 1998-2000 |

## Palmarés

### Títulos nacionales
| Título                         | Equipo             | País       | Año  |
| ------------------------------ | ------------------ | ---------- | ---- |
| Primera División de Costa Rica | Deportivo Saprissa | Costa Rica | 1988 |
| Primera División de Costa Rica | Deportivo Saprissa | Costa Rica | 1989 |